# Астрономія в Непалі
Астрономія в Непалі тільки робить свої перші кроки. В університетах працюють окремі науковці-астрономи, а десятки студентів фізичних факультетів захищають дипломи з астрономічних тем. Національна обсерваторія Б. П. Койрали має 41-сантиметровий аматорський телескоп Meade LX200GPS. Непальське астрономічне товариство активно займається астрономічним просвітництвом та організацією астрономічних олімпіад.

## Історія

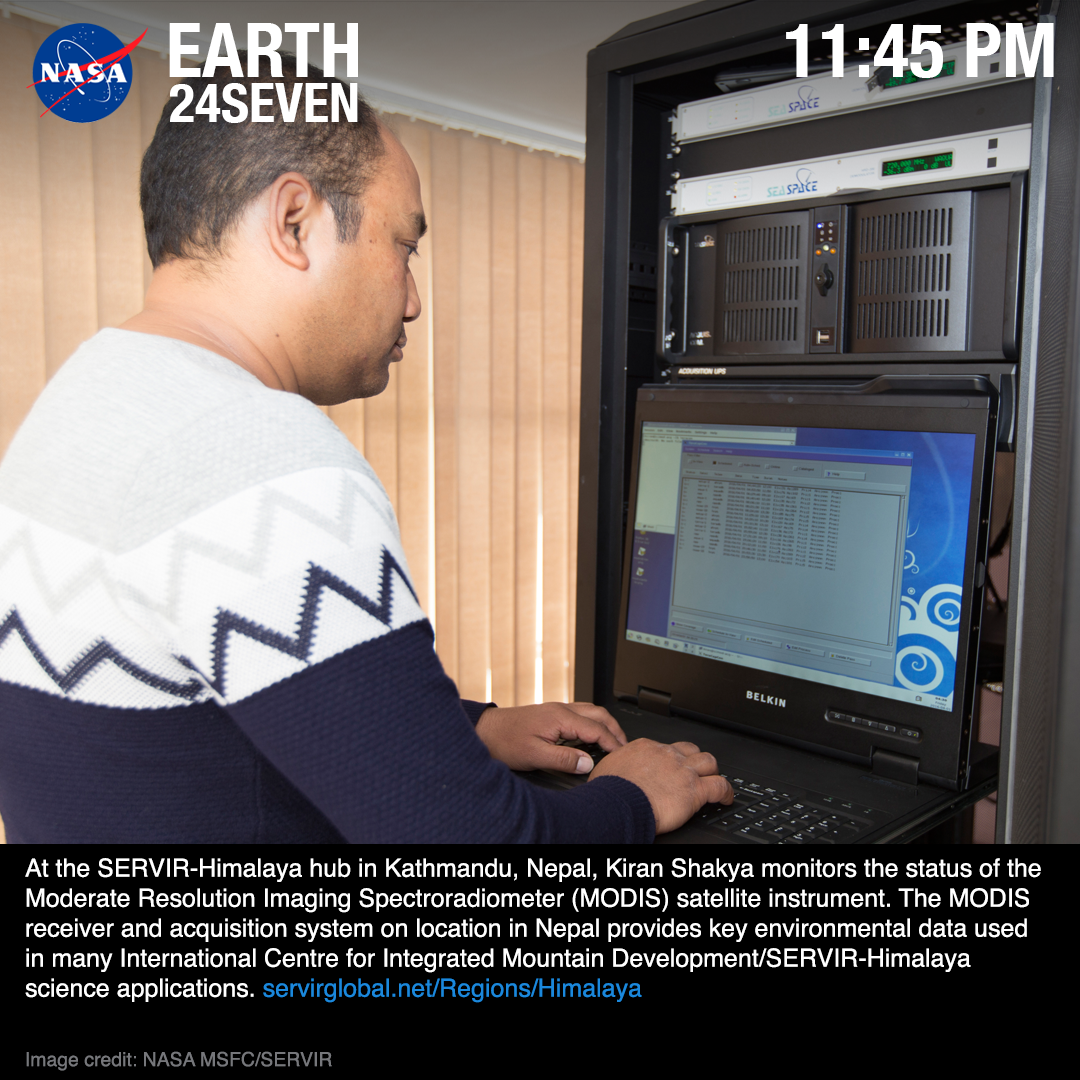
Моніторинг космічного апарата MODIS в Міжнародному центрі з інтегрального розвитку гір в Непалі

Астрономічні спостереження проводилися в Непалі з доісторичних часів. Мегаліти виявлені в Мемензі, Сіккімі, Чхатедхунзі, Долфу, Мугу.
Десь між VI і X століттями жив непальський астроном Суматі, який залишив кілька наукових трактатів. Багато книг санскритом і непальською мовою було написано після об'єднання Непалу в 1793 році.
Однак лише після 1924 року для цілей геодезії в Непалі стали проводити перші сучасні астрономічні вимірювання. В кампаніях 1924—1927, 1950—1958, 1971—1972, 1976—1977 років визначали широти й довготи точок на місцевості, складали детальні карти Непалу. Систематичні астрономічні спостереження в Непалі почалися в 1968 році зі створенням геодезичної служби (тоді тригонометричної служби). Втім, ця геодезична робота втратила актуальність після появи в 1990-х роках систем GPS.

## Наукові дослідження
У Непалі працюють кілька професійних астрономів, в тому числі професорів.
Єдиною в країні професійною астрономічною обсерваторією є Національна обсерваторія Б. П. Койрали в Нагаркоті. Вона являє собою 2-поверхову будівлю, в якій встановлений 16-дюймовий (41 см) телескоп Meade LX200GPS
В Непалі видають «Непальський журнал науки й технології» (Nepal Journal of Science and Technology), частина статей в якому присвячена астрономії.

## Освіта

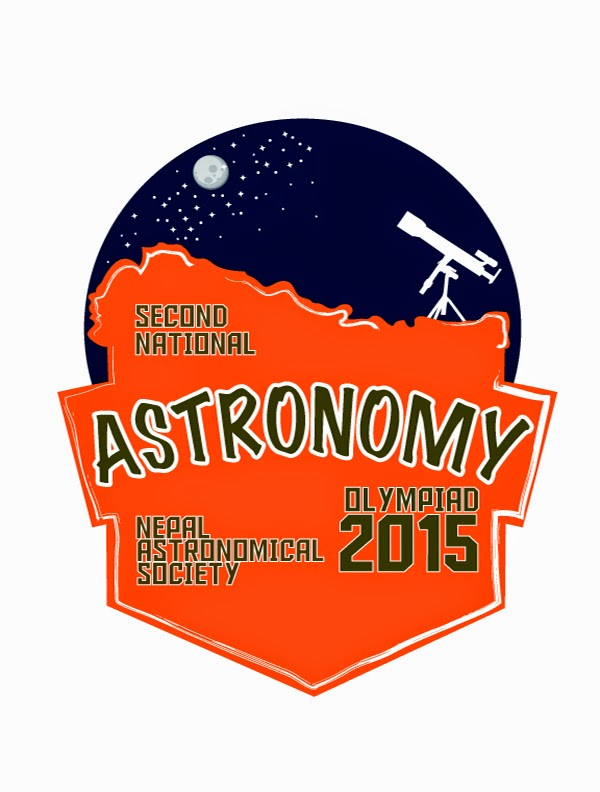
Логотип Національної олімпіади з астрономії, організованої Непальським астрономічним товариством

Жодний непальський університет не викладає астрономію як окремий предмет, але Трібхуванський університет викладає фізику. Багато студентів захищають дипломні роботи з астрономічних тем.
У шкільну програму входять питання з елементарної астрономії, космічних наук, обертання Землі, однак ці теми є факультативними й не входять до обов'язкової програми. Також відчувається нестача кваліфікованих шкільних викладачів у галузі астрономії.

## Популяризація астрономії
З 2008 року працює Непальське астрономічне товариство, яке, зокрема, проводить Національну олімпіаду з астрономії та організовує Всенепальську кампанію з пошуку астероїдів. Астрономічні заходи школярів і вчителів проводять Непальське астрономічне товариство, Центральний факультет фізики Трібхуванського університету, Факультет фізики Кампусу Прітхві Нараяна в Покхарі, Непальська академія науки і технологій, Астрономічне товариство Покхари. У 1992 році в Міністерстві освіти, науки й технологій Непала працює окремий відділ, який керує створенням в Непалі планетарію, обсерваторії та наукового музею.